# Spółgłoska zwarta z retrofleksją dźwięczna
Spółgłoska zwarta z retrofleksją dźwięczna – rodzaj dźwięku spółgłoskowego występujący w językach naturalnych, oznaczany w międzynarodowej transkrypcji fonetycznej IPA symbolem [ɖ].

## Artykulacja
W czasie artykulacji tej spółgłoski:
- modulowany jest strumień powietrza wydychany z płuc, czyli jest to spółgłoska płucna egresywna
- tylna część podniebienia miękkiego zamyka dostęp do jamy nosowej, jest to spółgłoska ustna
- prąd powietrza w jamie ustnej uchodzi wzdłuż środkowej linii języka – spółgłoska środkowa
- czubek języka dotyka podniebienia twardego – jest to spółgłoska z retrofleksją
- dochodzi do całkowitego zablokowania przepływu powietrza przez jamę ustną i nosową, a następnie do przerwania utworzonej blokady i wybuchu (plozji) – jest to spółgłoska zwarta.
- wiązadła głosowe periodycznie drgają, spółgłoska ta jest dźwięczna

### Warianty
Można wyróżnić zasadniczo dwa typy retrofleksji:
- artykulację apikalno-postalweolarną – koniuszek języka zostaje uniesiony ku górze i zbliża się (ew. styka) z obszarem tuż za dziąsłami,
- artykulację subapikalno-prepalatalną – przód języka wygina się ku górze i do tyłu, tak że spodnia część języka zbliża się (ew. styka) z początkowym odcinkiem podniebienia twardego.

## Przykłady
- w języku kannada: ಅಧಸು [ʌɖʌsu], „dołączyć”
- w języku paszto: ړﻙ [ɖək], „pełny”
- w języku sardyńskim: cherveddu [kerˈvɛɖːu], „mózg”
- w języku sycylijskim: beddu [ˈbɛɖːu], „przystojny”
- w języku szwedzkim: nord [nuːɖ], „północ”

## Terminologia
Spółgłoska z retrofleksją to inaczej szczytowa lub cerebralna.